# Умалатова, Сажи Зайндиновна
Сажи́ Зайнди́новна Умала́това (род. 3 августа 1953, Ташкенсаз, Алма-Атинская область) — советский и российский политический и общественный деятель.
Председатель «Партии мира и единства»; основатель, председатель (2001—2015), член центрального совета Общероссийского общественного движения «В поддержку политики Президента Российской Федерации»; являлась председателем «Союза народного сопротивления».
Народный депутат СССР (1989—1992), председатель общественной организации «Постоянный Президиум Съезда народных депутатов СССР» (с 1992).

## Биография

### Происхождение
Родилась 3 августа 1953 года в Казахской ССР, куда её родители были депортированы в 1944 году. В 1957 году вместе с семьёй переехала в город Грозный. Трудовую деятельность начала в 1969 году на Грозненском машиностроительном заводе «Красный молот»; работала сатураторщицей, электросварщицей, затем возглавила комплексную бригаду машзавода «Красный молот».

### Политическая деятельность
В 1971 году в возрасте 18 лет Умалатова была избрана депутатом районного совета города Грозного. Два года спустя, окончив нефтяной техникум и Ростовскую межобластную высшую партийную школу, стала депутатом городского Совета Грозного. Позднее окончила вечернее отделение Московской государственной юридической академии. Дважды избиралась депутатом Верховного Совета Чечено-Ингушской АССР, была членом Президиума Верховного Совета республики.

Член КПСС с 1978 года по 1992 год, делегат XXVI съезда КПСС (1981). В 1984 году избрана депутатом Верховного Совета СССР одиннадцатого созыва как представитель от г. Грозного. В марте 1989 году она была избрана уже народным депутатом СССР. В прессе тех лет её называли в числе активных участников I Съезда народных депутатов СССР, прямую трансляцию из зала заседаний которого слушали миллионы граждан страны. С 1989 по 1991 год работала в Комитете управления, самоуправления Верховного Совета СССР. Активный сторонник сохранения СССР: в декабре 1990 года на IV Съезде народных депутатов СССР выступила за отставку президента СССР М. Горбачёва, единственная из депутатов открыто выступила против проводившейся им политики (большинство из них не поддержали ее предложение об отставке Горбачева). Владислав Николаевич Швед впоследствии рассказывал: 
Я помню это выступление Умалатовой. Она волновалась, но достаточно четко изложила, по каким причинам Горбачев потерял право быть Президентом СССР: в стране нет хозяина, полномочия, предоставляемые Президенту, Горбачев не использует, в результате страну захлестнула волна насилия и ненависти, а СССР живет на подачки Запада.

Большинство депутатов в зале слушали Умалатову с каким-то страхом. Ведь всё, что было правдой, но о чем предпочитали молчать, вдруг зазвучало с трибуны Кремлевского Дворца съездов. Это нарушило то благостное состояние, в котором пребывало большинство народных избранников...
В 1991 году была противником избрания Б. Ельцина на пост президента России.
В декабре 1991 года была одной из тех, кто подписал обращение к Президенту СССР и Верховному Совету СССР с предложением о созыве чрезвычайного Съезда народных депутатов СССР.
17 марта 1992 года на собрании ряда бывших народных депутатов СССР, провозгласивших себя «VI Чрезвычайным Съездом народных депутатов СССР» (нелегитимным, с точки зрения властей Российской Федерации и на котором не было кворума с точки зрения Регламента СНД и ВС СССР), была избрана председателем «Постоянного Президиума Съезда народных депутатов СССР».
Участвовала в восстановлении деятельности КПСС и 27 марта 1993 года на XXIX съезде КПСС избрана в состав Совета СКП-КПСС и Политисполкома Совета СКП-КПСС. С 13 февраля 1994 года по 1 июля 1995 года в качестве заместителя председателя Совета СКП-КПСС.
Во время событий осени 1993 года выступила на стороне Верховного Совета России, защитница Дома Советов.
После поражения сторонников ВС на некоторое время примкнула к радикальным движениям левого толка: была одним из лидеров Фронта национального спасения, возглавляла Союз народного сопротивления.
Выступает за «единую, неделимую, могучую Россию с сильной армией». В книге «Красная дюжина. Крах СССР: они были против» рассказывается о её поездках в Ирак по личному приглашению Саддама Хусейна и о нежелании Умалатовой поддерживать своего земляка Джохара Дудаева.
В 1995 году создала блок «Наше будущее», который ЦИК не включил в избирательные бюллетени под предлогом «недействительности подписей».
В 1996 году создала и возглавила Российскую политическую партию Мира и Единства. В 1999, 2003 годах партия участвовала в выборах в Государственную Думу.
В октябре 2007 года ЦИК отказала в регистрации федерального списка кандидатов, выдвинутого этой партией. Обоснованием его решения служило то, что, по данным её проверки, недостоверными (недействительными) было признано 3609 (5,16 %) подписей, собранных в поддержку партии. Решение ЦИК было подтверждено Верховным судом Российской Федерации.
В 2007 году в интервью Владимиру Мамонтову на вопрос: «Надо ли добиваться возвращения Крыма?» Сажи Умалатова ответила:

Вы знаете, я не сторонница каких-то противостояний, что-то у кого-то отнимать. Но если, скажем, руководство Украины ведёт себя в отношении России агрессивно или недостойно, я думаю, что, будь это Крым или ещё что-то, я думаю, что надо применять какие-то рычаги.

В том же 2007 году на вопрос: «Вы поддержали бы кандидатуру Путина на третий срок?» Сажи Умалатова ответила:

Я не только поддержала бы. Одна из первых я заявила об этом. И мы поддерживаем, и будем поддерживать, потому что считаем, что другой кандидатуры на сегодняшний день нет.

Являлась председателем общероссийского общественного движения «В поддержку политики Президента РФ» с 2001 по 2015 годы.
15 апреля 2013 года на совете непарламентских партий при спикере Госдумы Сергее Нарышкине Умалатова предложила в качестве наказания за оскорбление чувств верующих «отрезать язык».
Поддержала своей подписью акцию НОД за созыв референдума по изменению Конституции РФ.
В марте 2022 года подписала обращение в поддержку ввода российских войск на Украину.

## Личная жизнь
Замужем, её супруг Саид Умалатов, по данным на 2000 год, работал инженером-механиком завода «Красный молот». У Умалатовой есть дочь, юрист по образованию.

## Награды и премии
- орден Октябрьской Революции (10.06.1986);
- орден «Знак Почёта» (13.05.1977);
- медали;
- Золотой Знак ЦК ВЛКСМ (1981);
- Премия Ленинского комсомола;
- Премия Совета Министров СССР (1982).

В 1985 году скульптор Иван Бекичев создал бронзовый скульптурный портрет Сажи Умалатовой.